# 논섹트 래디컬
논섹트 래디컬(일본어: ノンセクト・ラジカル 논섹토라지카루[*])이란 전학공투회의 시대(1968년) 이후 출현한, 특정 정파(섹트)에 속하지 않은 좌익활동가 및 그룹을 말한다. 급진적 무당파(急進的無党派)라는 뜻이다.
1960년대 대학 투쟁은 신좌파 정파들이 주도하여 진행되었지만, 후반에는 일반 학생들이 합류하여 전개되었다. 그 과정에서 문제의식을 가진 시민, 학생이 자발적으로 결집해 투쟁을 전개하는 그룹들이 생겨났다. 이런 그룹들은 특정 정파에 소속되지 않고 투쟁에 동의하는 사람들의 느슨한 연대체인 전학공투회의들에 참여하며 완만하게 결합하면서 운동을 전개했다. 마르크스주의자 뿐 아니라 무정부주의자, 시민혁명론자 등도 있었다. 일본공산당과 일본민주청년동맹을 강하게 비판하는 데 공통점이 있고, 그 점에서는 유당파 신좌파 정파들과 차이가 없다.
본질적으로 논섹트 래디컬은 국가권력은 물론 일본공산당이나 신좌파 정파들까지 포함하는 모든 기존 권력에 반발하는 자들의 모임이다. 전학공투회의가 횡적으로 확대될 수 있었던 것은 무당파적 입장에서 운동에 참여한 논섹트들이 서로 사이가 나쁜 신좌파 정파들 간의 완충재로 기능했기 때문이다. 예컨대 가장 유명한 동대전공투 의장 야마모토 요시타카도 논섹트로서 중재역에 알맞다는 이유로 의장에 추대된 사람이었다. 그러나 논섹트에는 분명한 이론과 강고한 조직이 있는 것이 아니었고, 흥미 본위로 참여한 사람들도 있었기 때문에 논섹트가 접착제 역할을 한 전학공투회의들은 그 단결이 본질적으로 굳건하지 못했다.
전학적 학생운동이 실패로 돌아가고 정파간 갈등이 격화되자 논섹트들은 기존 정파에 흡수되거나 유당파 운동가로 전향한 경우도 있었지만, 거의 대부분은 운동판 자체를 이탈했다.
논섹트 래디컬 중에는 이윽고 항구적인 신좌파 정파를 결성하게 된 경우도 있었는데, 대표적인 것이 1972년(쇼와 47년) 결성된 동아시아 반일무장전선이다.

## 논섹트 래디컬 출신 유명인
- 야마모토 요시타카: 동대전공투 의장. 입시학원 강사. 재야 과학사학자.
- 간 나오토: 제94대 내각총리대신.
- 요네자와 이즈미: 트랜스젠더 운동가. IT기술자. 지하아이돌.
- 도야마 고이치: 재야정치운동가. 행위예술가.

## 참고 자료
- 『月刊治安フォーラム』2007年9月号
- 外山恒一、中川文人共著『ポスト学生運動史―法大黒ヘル編 1985～1994』彩流社、2010年1月　ISBN 477911487X